# Enenkel (Adelsgeschlecht)

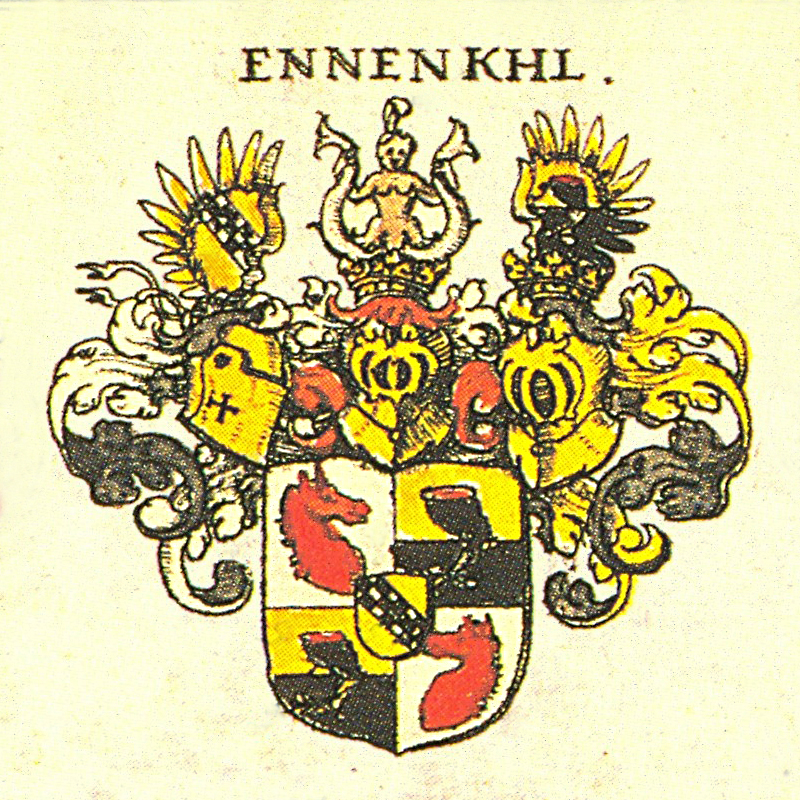
Wappen der Freiherren von Ennenkel

Die Enenkel (auch Ennenkel, Ennenkl, Enenkl, Eniekhl, Ennenchl) waren ein ober- und niederösterreichisches Adelsgeschlecht, welches 1594 in den Freiherrenstand erhoben und im selben Jahr in den niederösterreichischen Herrenstand aufgenommen wurde.

## Geschichte
Otto Ennenkl wird 1049 in einem Schenkungsbrief für das Kloster Niederaltaich unter den Zeugen genannt. In einer Salzburger Urkunde von Erzbischof Gebhard aus 1071 werden Otto und sein Sohn Dietrich (Dietricus filius suus) genannt.
Später waren die Ennenkel Ministeriale in der Steirischen Mark und Kleinadelige in Schaunberg und Linz (siehe Artikel).
Zu Jans der Enikel bestand wahrscheinlich keine verwandtschaftliche Verbindung.
Mit Ritter Georg (Jörg) Enenkhl, Mautner Herzog Albrecht's III. zu Linz, beginnt die „niederösterreichisch“ Linie in Albrechtsberg an der Pielach. Mit dem Tod Job Hartmann von Ennenkel´s stirbt 1627 die niederösterreichische freiherrliche Linie aus. Ob die lebenden Nachkommen von diesem Geschlecht abstammen, ist noch nicht geklärt.

## Persönlichkeiten
- Georg (Jörg) Enenkhl († 1415), Mautner Herzog Albrecht's III. zu Linz, erheiratete vor 1396 die Herrschaft Albrechtsberg a. d. Pielach und wurde 1415 in der Pfarrkirche zu Mauer begraben. Seine Söhne waren:
- Marcus (Marx) († 1447 in Passau), Dr. theol., Domherr zu Passau, Pfarrer zu Probstdorf und Eberschwang
- Kaspar († 1487) Jörg´s jüngster Sohn, 1438 Rath und Landrechtsbeisitzer in Niederösterreich, wurde 1452 zu Rom auf der Tiberbrücke zum Ritter geschlagen. Aus der Ehe mit Ursula Hager stammen sieben Söhne, darunter Dietrich, Achatz und Christoph.
- Dietrich († 1477 in Korneuburg), Feldhauptmann Friedrich's III., starb 1477 am Kopfe verwundet, als er Korneuburg gegen Matthias Corvinus verteidigte.
- Achatz I., Herr auf Groß (KG von Hollabrunn), war Friedrich's III. Hauptmann und Pfleger des Schlosses Hainburg[2], Herr auf Schloß, Gut und Dorf Weickersdorf VUWW. 1508 besuchte Achatz den Landtag zu Krems. Aus seiner Ehe mit Elisabeth von Lappiz stammen die Söhne Sigismund, Marcus und Eustach.
- Marcus Ennenkl auf Groß (*; † 1548) war 1535 und 1537 bei dem großen Konvent der fünf österreichischen Herzogtümer des niederösterreichischen Ritterstandesausschusses, 1538 Raitherr und 1539 bis zu seinem Tod niederösterreichischer Regimentsrat.
- Eustach Ennenkl auf Groß, war 1547 der Landschaft Ritterstand-Verordneter und danach Oberststallmeister des Kurfürsten Moritz von Sachsen.
- Christoph Ennenkl († 1540) Herr zu Albrechtsberg, Oberpielach und Pielachhaag (beide in Hafnerbach), war Vater von 21 Kindern, davon zehn Söhne, errichtete sein Testament am 2. Juli 1538. 1500 heiratete er Ursula Leysser (* 1480;) und nur Achatz setzte den Mannesstamm fort.
- Achatz II. (* 1513 in Albrechtsberg; † 23. März 1574 Abtei Maria Laach, Andernach, Rheinland-Pfalz) Herr auf Albrechtsberg, Nußdorf an der Traisen, Sitzenthal und Zeillern, war Beisitzer des niederösterreichischen Landrechts, dann 1559 Raitherr. Am 24. April 1552 verkaufte er die Herrschaft Groß und 1559 kaufte er Sitzenthal und 1571 den Rest der Herrschaft Zeillern, 1569 hatte er den anderen Teil nach Aussterben derer von Lappiz von seiner Großmutter geerbt. Achatz heiratete 1540 Esther Vogt (1520‒1550) und 1555 Sophia von Trauttmansdorff (1535‒1571).
- Die Söhne Albrecht, Josias und David, Herren von Albrechtsberg, wurden am 14. Jänner 1594 von Rudolf II. in den Freiherrenstand erhoben.
- Albrecht (* 1547; † 1608), Freiherr zu Albrechtsberg und Hoheneck
- Georg Achatz (* 17. Oktober 1573; † 1620), Freiherr, Historiker und Gelehrter
- Job Hartmann (* 1576; † 1627), Freiherr, Genealoge und Historiker, letzter von Ennenkel. Seine Tochter Judith heiratete 1639 Graf Christoph Ehrenreich, Herr auf Schallenberg (in Kleinzell im Mühlkreis).

## Wappen

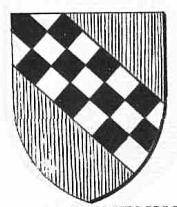
Stammwappen der Ennenkel

### Ritterwappen
Das alte Ritterwappen (aus dem Wappenbuch der N. Ö. Ritterstandesmatrikel) ist ein goldener Schild mit einem breiten in drei Reihen weiß und schwarz wechselweis geschachteten Bande ober Balken von oberen rechten zum linken untern Winkel schräg belegt. Über dem Schild auf einem alten Stechhelm erscheint eine nackte Sirene oder Meerfräulein mit doppelten neben sich beiderseits herauf geschlungenen Fischschwanz, den sie mit den Händen hinzuhält. Ihr Haupt mit fliegenden langen goldfärbigen Haaren ist mit einem grünen Zedernkranz umgeben, und über solchen mitten mit einer aufrechten weißen Straußenfeder besteckt. Die Helmdecke ist zur Rechten gold und schwarz, links weiß und schwarz.

### Freiherrenwappen

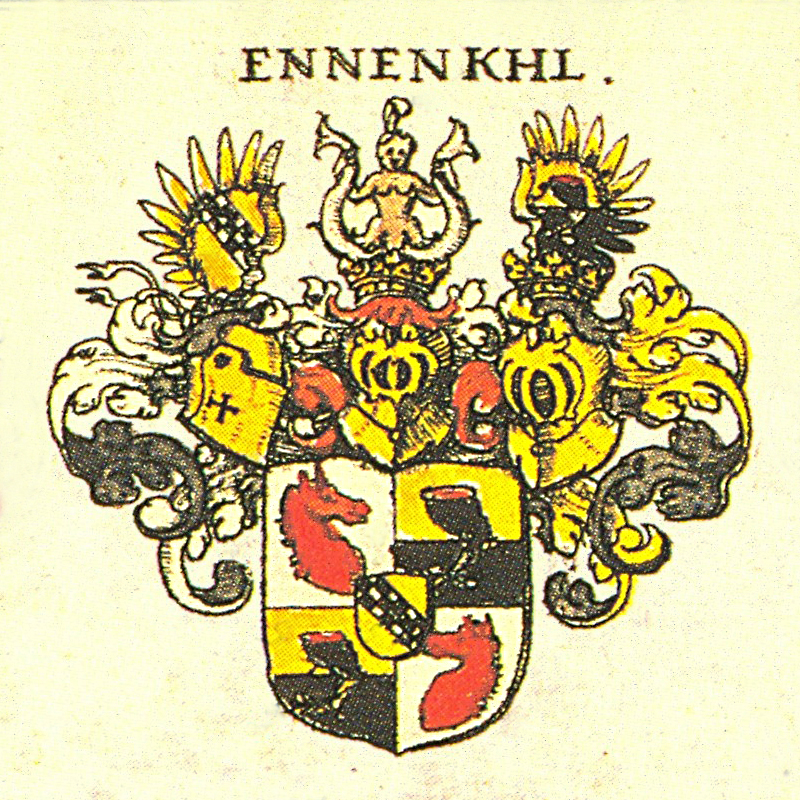
Wappen der Freiherren von Ennenkel

Das vermehrte freiherrliche Wappen ist ein quadrierter Schild samt einem Herzschild. Das oben vordere erste und unten letzte vierte ist ein weißes oder silbernes Feld, worin ein ungezäumter rubinfärbiger Pferdekopf samt Halse links hinsehend erscheint. (Dieses stammt von den ausgestorbenen von Harraß - Harrasser Ritter). Das zweite und dritte Feld ist über quer mitten geteilt, oben goldener, unten schwarzer Grund, in welchem ein abgehauener schwarzer Greifenfuß samt Schenkel, woran oben das blutende rohe Fleisch zu sehen, mitten so gestellt ist, dass der schwarze Schenkel und obere blutende Teil in der oberen goldenen Hälfte, der untere Teil des Fußes aber, welcher samt dem Klauen oder Waffen golden ist, in der untern schwarzen Hälfte des Feldes erscheinet (dieses stammt von der ausgestorbenen Familie von Pannacher). Der goldene Herzschild, mit einem breiten weiß und schwarz schachweise tingierten Balken rechts schräg belegt, stellt das zuerst beschriebene alte Ennenklische Geschlechtswappen dar.
Oben auf dem Wappenschild sind drei Helme, deren der erste zur Rechten ein alter geschlossener zur Seite mit einem schwarzen Kreuzel bezeichneter goldener Stechhelm ist, der oben statt der Krone einen von weißen und schwarzen Bändern, deren Ende hintanfliegen, geflochtenen Kranz hat, darüber ein goldner Adlerflügel, woran der weiß und schwarz geschachtelte Schrägbalken, wie im Herzschild geheftet ist, emporsteht. Auf dem mittleren gekrönten offenen Helm ist die oben beschriebene Sirene mit dem doppelten Fischschwanz. Auf dem dritten gekrönten Helm zur Linken steckt ein oben goldner, unten schwarzer Adlerflügel, mit dem schwarzen, unten aber goldnen Greiffenfuß, wie das zweite und dritte Feld, belegt. Die Helmdecke zur Rechten ist weiß oder Silber und schwarz gemenget, oben neben dem mittleren Helm Silber und rot, an der linken Seite von dem letzten Helm aber Gold und schwarz.